# Supertaça Cândido de Oliveira de 2015
A Supertaça Cândido de Oliveira de 2015 foi a 37ª edição da Supertaça Cândido de Oliveira.
Opôs o campeão nacional Benfica, enquanto vencedor da Primeira Liga de 2014–15, ao Sporting, vencedor da Taça de Portugal de 2014–15.
O Sporting venceu o Benfica por 1–0.
O encontro foi disputado no Estádio do Algarve a 9 de Agosto de 2015.

## Partida
| 9 de Agosto de 2015 | Benfica | 0 – 1 | Sporting           | Estádio do Algarve                              |
| 20:45               |         |       | André Carrillo 53' | Público: 28,717 Árbitro: Jorge Sousa (AF Porto) |

| Benfica | Sporting |

## Campeão
| Supertaça Cândido de Oliveira 2015 |
| ---------------------------------- |
| Sporting 8º Título                 |